# Dezső Szabó (Schriftsteller)

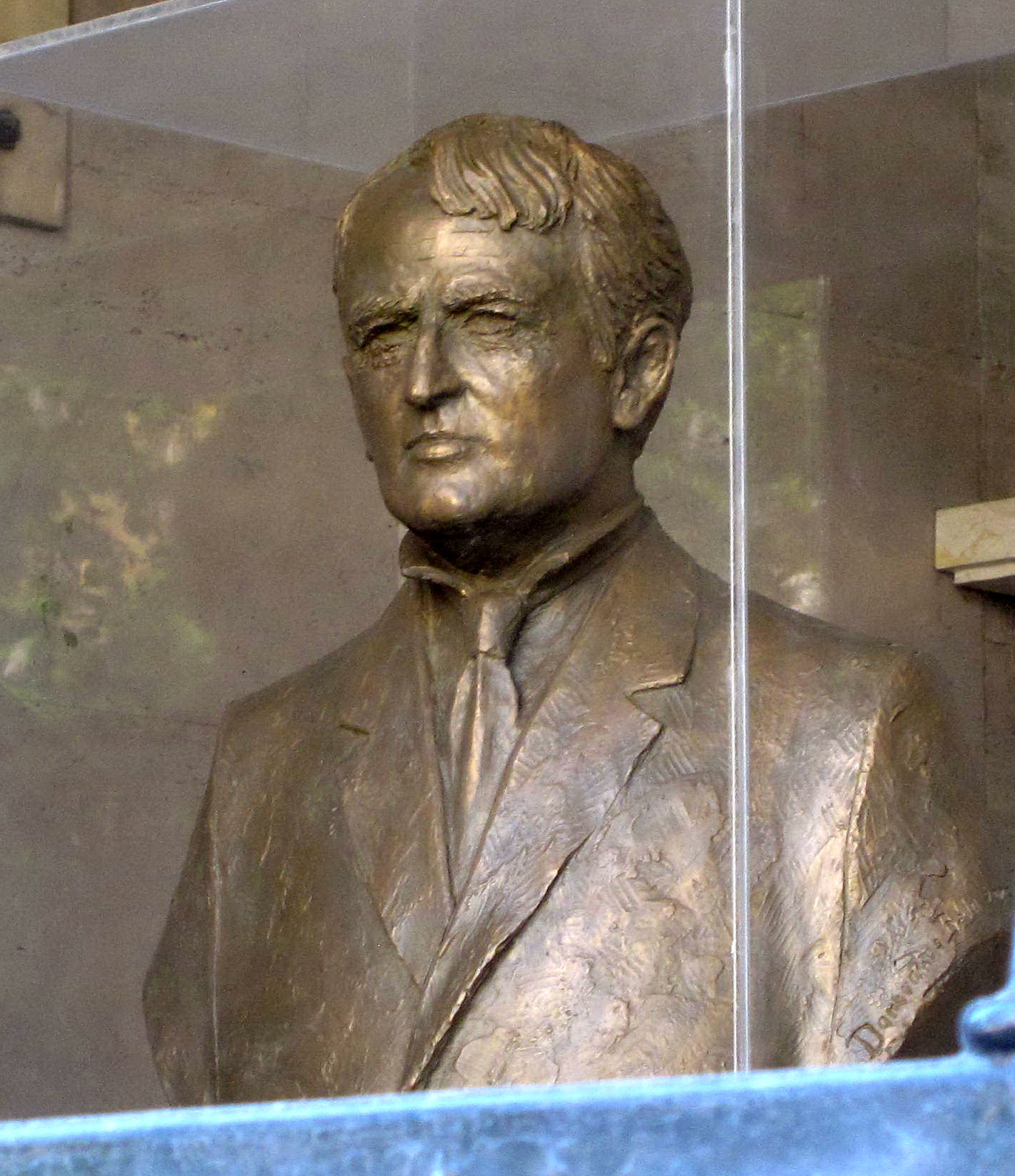
Dezső Szabó, Denkmal in Budapest

Dezső Szabó (geboren 10. Juni 1879 in Klausenburg, Österreich-Ungarn; gestorben 5. Januar 1945 in Budapest) war ein ungarischer Schriftsteller.

## Leben
Der Sohn eines Beamten besuchte das József-Eötvös-Kollegium in der ungarischen Hauptstadt Budapest. Nach dem Ersten Weltkrieg entwickelte Szabó sich zu einem der wichtigsten, aber auch umstrittensten ungarischen expressionistischen Schriftsteller der Zwischenkriegszeit.

## Magyarismus
In seinen Büchern vertritt Szabó teilweise die Idee „einer reinen und absoluten Magyarität, predigte Szabó den Kult der Rasse und des Bodens und wandte sich einem faschistoiden und antiurbanen Chauvinismus zu, dessen Idealbild seiner Ansicht nach das unverdorbene transsylvanische Dorf darstellte.“

## Schriften
- Az Elsodort Falu (Das fortgeschwemmte Dorf, 1918)
- Csodálatos élet (Ein wunderbares Leben, 1920)
- Jaj! (Hilfe!, 1925)
- Feltámadás Makucskán´ (Wiederauferstehung in Makucska, 1925)
- Karácsony Kolozsvárt (Weihnachten in Klausenburg, 1931)
- Die Autobiographie Mein Leben wurde postum veröffentlicht
- Der Tiefe des Bergwerks, zu T. 2. Das madjarische Selbstbewußtsein, die Tatsachen des madjarischen Lebensglaubens (A magyar öntudat, a magyar élethit tényei), Wien : Übersetzungsdienst 1940. Nachweis bei WorldCat